# Bez ograniczeń energii 5–10–50
Bez ograniczeń energii 5–10–50 – album kompilacyjny i koncertowy zespołu Kombi Łosowski, wydany 22 listopada 2019 roku, nakładem wytwórni muzycznej MTJ. Album został wydany z okazji 50-lecia działalności artystycznej Sławomira Łosowskiego.

## Lista utworów
Opracowano na podstawie materiału źródłowego.
| Nr  | Tytuł utworu                                 | Muzyka                                | Słowa                                    | Długość |
| --- | -------------------------------------------- | ------------------------------------- | ---------------------------------------- | ------- |
| 1.  | „Bez ograniczeń energii 5–10–50”             | Sławomir Łosowski                     | Daniel Ciupryk (MC Silk), Maria Łosowska | 4:37    |
| 2.  | „Wspomnienia z pleneru (Live 2019)”          | Sławomir Łosowski                     | –                                        | 3:56    |
| 3.  | „Nietykalni, skamieniałe zło (Live 2019)”    | Sławomir Łosowski                     | Waldemar Tkaczyk                         | 4:40    |
| 4.  | „Kochać Cię za późno (Live 2019)”            | Sławomir Łosowski                     | Waldemar Tkaczyk                         | 4:51    |
| 5.  | „Przytul mnie (Live 2019)”                   | Sławomir Łosowski                     | Marek Dutkiewicz                         | 5:31    |
| 6.  | „Słodkiego miłego życia (Live 2019)”         | Sławomir Łosowski                     | Marek Dutkiewicz                         | 5:36    |
| 7.  | „Nowe narodziny (Live 2019)”                 | Sławomir Łosowski                     | –                                        | 4:50    |
| 8.  | „Nowy rozdział (Live 2016)”                  | Sławomir Łosowski                     | Jacek Cygan                              | 5:11    |
| 9.  | „Polska drużyna”                             | Sławomir Łosowski                     | Sławomir Łosowski                        | 3:59    |
| 10. | „Przybieżeli do Betlejem”                    | tradycyjna, aranż.: Sławomir Łosowski | tradycyjne                               | 3:54    |
| 11. | „Jaki jest wolności smak (Remix)”            | Sławomir Łosowski, remix: DJ Spox     | Marek Dutkiewicz                         | 3:53    |
| 12. | „Taniec w słońcu (Remix)”                    | Sławomir Łosowski, remix: DJ Spox     | –                                        | 4:22    |
| 13. | „Niech noc połączy (Remix)”                  | Sławomir Łosowski, remix: DJ Spox     | Zbigniew Fil, Szymon Jachimek            | 4:37    |
| 14. | „Miłością zmieniaj świat (Remix)”            | Sławomir Łosowski, remix: DJ Spox     | Sławomir Łosowski                        | 4:28    |
| 15. | „Bez ograniczeń energii 5–10–50 (Live 2019)” | Sławomir Łosowski                     | Daniel Ciupryk (MC Silk), Maria Łosowska | 5:40    |
|     |                                              |                                       |                                          | 1:10:05 |

## Twórcy
Źródło:.

### Zespół
- Sławomir Łosowski – lider, instrumenty klawiszowe
- Zbigniew Fil – wokal
- Karol Kozłowski – gitara basowa
- Tomasz Łosowski – perkusja

### Goście
- Leszek Możdżer – piano Rhodes (utw. 5, 6, 18)
- MC Silk – rap (utw. 1, 15)
- Krzysztof „Jary” Jaryczewski – wokal (utw. 10)
- Andrzej Nowak – wokal (utw. 10), gitara (utw. 10, 15)
- Adam Wolski – wokal (utw. 10)
- Szymon Wydra – wokal (utw. 10.)
- SPOX – remix (utw. 11–14, scratch Uutw. 15)
- Wiktor Tatarek – gitara ((utw. 1, 7–9)
- Michał Cywiński – gitara (utw. 1)
- Paweł Ślagowski – scratch (utw. 1)
- Konrad Ebel, Leszek Ebel, Dariusz Michalski, Klaudiusz Nowak – chórki (utw. 9)